# Čižatice
Čižatice (hongrois : Tizsite) est un village de Slovaquie situé dans la région de Košice.

## Histoire
Première mention écrite du village en 1299.

## Démographie

### Évolution de la population
| Année:               | 1994. | 2004.   | 2014.   | 2024.   |
| -------------------- | ----- | ------- | ------- | ------- |
| Nombre de personnes: | 362   | 364     | 385     | 409     |
| Différence:          |       | +0,55 % | +5,76 % | +6,23 % |

| Année:               | 2023. | 2024.   |
| -------------------- | ----- | ------- |
| Nombre de personnes: | 403   | 409     |
| Différence:          |       | +1,48 % |

## Émetteur
Il y a une émetteur pour ondes moyennes près de Čižatice, qui comporte trois pylônes. Les deux plus grands pylônes ont une hauteur de 135 mètres et sont utilisés pour une antenne directionnelle pour 1521 kHz.